# São Jorge (Azzorre)
São Jorge è un'isola appartenente all'arcipelago delle Azzorre.

## Geografia
São Jorge è separata dalle isole vicine di Pico e Faial da uno stretto di 15 km.
L'isola ha forma allungata e possiede alte scogliere. La popolazione ammonta a circa 10 000 abitanti.

## Rilievi montuosi
Sull'isola vi è il Pico de Esperança che raggiunge l'altezza di 1053 m. Si tratta di un vulcano, che ha eruttato per l'ultima volta nel 1907.